# Avec les yeux
 (février 2022).
Albums de Fishbach
À ta merci
(2017)
Singles
1. Téléportation
Sortie : 16 novembre 2021
2. Masque d'or
Sortie : 23 novembre 2021
3. Dans un fou rire
Sortie : 24 janvier 2022
4. Presque beau
Sortie : 24 février 2022

Avec les yeux est le deuxième album studio de la chanteuse française Flora Fischbach, dite Fishbach, sorti le 25 février 2022. Quatre singles sont issus de l'album : Téléportation, Masque d'or, Dans un fou rire et Presque beau. Un clip accompagne la sortie de chacun des morceaux.

## Enregistrement
L'album est écrit et enregistré en 2021 dans les Ardennes, région natale de la chanteuse. 
Les clips vidéos des singles sont réalisés par le réalisateur français Aymeric Bergada du Cadet.

## L'album

### Pistes
Toutes les chansons sont écrites et composées par Flora Fischbach.
| 1.  | Dans un fou rire | 3:51 |
| 2.  | De l'instinct    | 4:03 |
| 3.  | Masque d'or      | 3:32 |
| 4.  | Nocturne         | 3:12 |
| 5.  | Tu es en vie     | 4:56 |
| 6.  | Quitter la ville | 2:57 |
| 7.  | La foudre        | 3:01 |
| 8.  | Téléportation    | 3:32 |
| 9.  | Démodé           | 3:25 |
| 10. | Presque beau     | 3:47 |
| 11. | Arabesques       | 3:01 |

### La pochette
La pochette montre un portrait de l'artiste en uniforme dans un jeu de lumière en clair obscur. Les pochettes des deux premiers singles ont été dessinées par le graphiste Axel Besson.

## Musiciens de l'album
- Guitare : Fishbach, Arthur Azara
- Basse : Arthur Azara
- Batterie : Arthur Azara
- Piano, claviers : Fishbach, Arthur Azara
- Musiques et paroles : Fishbach
- Paroles : Fishbach[1]